# Escorpión (Carmilla Black)
Escorpión (Carmilla Black, nacida Thasanee Rappaccini) es una personaje ficticia, una superheroína pero también supervillana que aparece en los cómics estadounidenses publicados por Marvel Comics. Ella aparece por primera vez en Amazing Fantasy (vol. 2) # 7 y fue creada por Fred Van Lente y Leonard Kirk ellos son parte de HYDRA pero engañan al Cráneo Rojo dándole 1 puñetazo.

## Biografía del personaje ficticio
Después del brutal asesinato de sus padres adoptivos, Carmilla descubrió que su madre biológica llamada Monica Rappaccini, fue la científica suprema de la red terrorista mundial llamada A.I.M. (Advanced Idea Mechanics). Carmilla ahora está tratando de encontrar su verdadera madre bajo los auspicios de S.H.I.E.L.D., que están tratando de usarla para infiltrarse en A.I.M. Ella aparece en Incredible Hulk # 87, una historia de una sola vez que tiene lugar inmediatamente después de House of M. Peter David, quien escribió sus apariciones en Hulk, sugirió que Bruce Banner podría ser su padre biológico.

### Capitán Universo
Carmilla y su manejador de S.H.I.E.L.D., agente Derek Khanata, habían sido enviados a Nueva York, bajo las órdenes de localizar y capturar la Uni-Poder antes de que pudiera caer en manos de la organización terrorista A.I.M. vigilando el lugar donde un Capitán Universo empoderado a Daredevil luchó contra 4 de Clase 3 A.I.M. Comandos, Carmilla y Khanata esperaron para ver si A.I.M. (quien también estaba en el sitio) encontraría cualquier cosa. Un grupo de niños interrumpió el A.I.M. Los agentes trabajan y casi fueron asesinados hasta que Laura Kinney, también conocida como X-23, intervino. Los Comandos A.I.M. que lucharon contra Daredevil antes de comenzar a asaltar X-23 cuando se convierte en Capitán Universo. Carmilla entró en la refriega, ayudando a X-23 / Capitán Universo a derrotar a los Comandos. Poco después, X-23 comenzó a buscar una base oculta. Escorpión se unió a ella para poder capturar al Capitán Universo y obtener la información de A.I.M., sin embargo, X-23 convenció a Carmilla de ver la luz y dejar ir al Capitán Universo. X-23 llevó al Capitán Universo a un escondite seguro mientras Carmilla llevó a un científico de A.I.M. de regreso a S.H.I.E.L.D. para interrogarlo.

### Guerra Civil / La Iniciativa
Carmilla ha sido identificada como uno de los 142 superhéroes registrados que aparecen en la portada del cómic Avengers: The Initiative #1.
En Spider-Man Family # 3 (ambientada antes de Civil War: Choosing Sides # 1) aparece en una historia corta nuevamente escrita por Van Lente y dibujada por Leonard Kirk. Aquí se está infiltrando en el superhéroe no registrado subterráneo para S.H.I.E.L.D., y es enviada en misiones para establecer una presencia como superhéroe. Cuando el actual Venom y Mac Gargan se enteran de ella, la reta a pelear, ya que está negociando una película basada en la historia de su vida y no quiere que ella diluya su marca registrada. Ella lo derrota al absorber parte de su tejido, creando un "neo-simbionte" que se desintegra después de haberlo derrotado. 

### Guerra Mundial Hulk
Se ve a Carmilla tratando de ayudar a S.H.I.E.L.D. al regreso de Hulk. Cuando finalmente llegó a luchar contra Hulk, llenó su cuerpo con un brebaje de veneno ideado por S.H.I.E.L.D. especialmente diseñado para matarlo, pero el único efecto fue causar erupciones en su piel.
El factor de curación de Hulk lo devolvió a la normalidad después de unos pocos minutos, después de lo cual Amadeus Cho le provocó una repentina oleada de ira. Amadeus le revela la relación que su madre y Hulk tenían cuando estaban en la universidad. Amadeus le pregunta si pensó en los orígenes de su cabello verde. Carmilla ataca un camión de S.H.I.E.L.D. que transporta a Bruce Banner a su prisión subterránea, destruye el camión y noquea a ambos agentes. Con la intención de obtener una muestra de ADN de Banner, ella abre su ataúd, solo para descubrir que era uno de los tres señuelos.

### Reinado Oscuro
Se revela que Carmilla es ahora la amante de Hardball y es el colíder de la Instalación de Entrenamiento de HYDRA en Madripoor que se supone que la Iniciativa Sombra eliminará. Carmilla y Hardball se enfrentan a la Iniciativa Sombra junto con un ejército de agentes de HYDRA poco después de enterarse de que estaban buscando Hardball y los tiene atrapados en un viejo callejón en algún lugar de los barrios bajos de Madripoor. Más tarde se reveló que en realidad estaba trabajando encubierta para una fuente desconocida, implicada para ser Nick Fury. Ella convence a Hardball para que se entregue y escapa, pero no antes de robar secretamente su dardo SPIN Tech mientras lo besa.

### The Gauntlet
Carmilla aparece con un nuevo traje durante la historia de The Gauntlet. Ella revela que después de dejar S.H.I.E.L.D., comenzó a tomar contratos independientes. Fue contratada por la familia de Kraven el Cazador para robar el disfraz original de Mac Gargan de la Capucha (que había recibido el disfraz de Norman Osborn), quien planea darle el disfraz del Escorpión al ladrón de bajo nivel que lo impresiona. El Escorpión pica al Hombre Araña y pierde temporalmente sus poderes. Luego procede a luchar contra la Capucha y sus aliados y rápidamente se siente abrumada. Sin embargo, El Hombre Araña recupera sus poderes y la salva. Luego entrega el traje a Sasha y Ana.

## Poderes y habilidades
Diseñado genéticamente por su "madre" como parte de un grupo de niños similares llamados Wakers que fueron diseñados para ser inmunes a las toxinas ambientales, Scorpion mutaba, lo que aumenta enormemente sus habilidades comparativas y la equipa con un brazo izquierdo que le permite liberar toxinas filtradas en su voluntad.
Su sistema linfático produce una variedad "ridícula" de químicos que salvan vidas, por ejemplo, atropina para defenderse contra los gases nerviosos o amilo para vencer a los agentes sanguíneos como el cianuro. Sus glándulas sudoríparas excretan dimercaprol y cloramina para contrarrestar los agentes ampollas como el gas mostaza. Sus núcleos celulares flotan en una solución de sal yodada para desviar los rayos gamma y otras radiaciones. Al igual que el carbón activado, la tráquea de Escorpión, que recubre los cilios, es altamente adsorbente y neutraliza las partículas dañinas antes de que lleguen a los pulmones. El nodo axilar en su axila izquierda está inusualmente hinchado. Las toxinas parecen acumularse allí, liberarse a lo largo del brazo y la mano. Dado que el líquido linfático absorbe los químicos que combate, esto es altamente peligroso. Esta capacidad de absorción es lo suficientemente potente como para asimilar incluso las toxinas que componen el simbionte de Venom; en contacto con ella, el simbionte huyó, temiendo que pudiera ser capaz de destruirlo realmente.
Esencialmente, su química corporal única la hace inmune a la mayoría de los tipos de venenos y productos químicos no saludables, gases, radiación (de hecho, puede absorber y posiblemente obtener nutrientes de ellos) y enfermedades. Incluso es capaz de superar los venenos diseñados para ser permitidos por los otros miembros de los Wakers, y de hecho, los químicos que controlan la mente destinados a hacerla leal a la agenda de su madre fueron lo que originalmente absorbió y usó accidentalmente para matar a su novio. Ella está dotada físicamente ya que la química de su cuerpo la mantiene en la mejor forma física, independientemente de lo que ingiera.
Originalmente, su poder no está controlado y resulta en la muerte de su novio en el baile de graduación de la escuela secundaria. Pero después de 3 años, ha obtenido un control relativo sobre él y puede alterar la fuerza de su toque venenoso desde simplemente enfermar a las personas, noquear a alguien y matarlos. También ganó guanteletes controlados por la mente casi indestructibles llenos de tecnología SHIELD y un traje de cuerpo que logra detener la mayoría de las armas, si no todas, y tiene otros dispositivos incorporados.
Desde Madripoor, ha agregado una cola (similar a la de Mac Gargan) a su disfraz con un aguijón que inyecta nanitos tecnológicos SPIN después de ingerir el contenido del dardo que robó de Hardball. Los efectos solo duran media hora. Como ella ha dicho que la fuente de los nanitos es su propio cuerpo, se insinúa que, a diferencia del Escorpión anterior, su cola podría ser semi-orgánica.
También hay evidencia de que ella pudo haber perfeccionado sus habilidades como ladrón en los tres años que pasó en la calle.

## Otras versiones
En la realidad de House of M, Escorpión fue criada por su madre, y tiene una buena relación con ella (como nunca fue adoptada, también recibe su nombre de nacimiento de Thasanee Rappaccini, aunque conserva el nombre en clave de Escorpión). Por lo tanto, es una agente del A.I.M. semiheroico y ayudó a reclutar a Hulk, el antiguo amante de su madre, para derrocar al gobierno australiano totalitario de Exodus.

## Detrás de escena
- El nombre Rappaccini es una alusión al cuento "La hija de Rappaccini" de Nathaniel Hawthorne.[10] El personaje principal de esa historia es una joven y bella mujer cuyo aliento y tacto se han vuelto venenosos por los experimentos de su padre.
- Escorpión originalmente estaba destinado a ser la hija de Samurái de Plata y Viper, lo que explica el color del cabello de Carmilla.[11]

## En otros medios
Carmilla aparece en la serie de televisión animada M.O.D.O.K., con la voz de Zara Mizrahi. Esta versión se identifica como Carmilla Rappaccini y es el resultado de que Monica se inseminó con un clon masculino de ella misma llamado Manica. A Carmilla no le importan los hábitos de su madre y aparentemente se interesa por el hijo de M.O.D.O.K., Lou.